# 올림픽 코프볼
올림픽 코프볼은 올림픽에서 코프볼로 경기를 겨루는 올림픽 경기 종목이다. 1920년 하계 올림픽과 1928년 하계 올림픽에 시범 종목으로 채택되었다.

## 세부 종목

### 하계 올림픽 세부 종목
| 종목 | 20 | 28 | 계 |
| ---- | -- | -- | -- |
| 혼합 | •  | •  | 0  |
| 계   |    |    |    |